# 스페인 교향곡
《스페인 교향곡 라단조 작품번호 21》(프랑스어: Symphonie espagnole)는 1874년 에두아르 랄로가 독주 바이올린과 오케스트라를 위해 작곡한 곡이다.
에두아르 랄로는 독주 바이올린과 오케스트라를 위해 네개의 협주곡을 써내었다. 그중 표제가 없는 곡은 그의 최초의 바이올린 협주곡(작품 20) 하나뿐이고 다른 작품인 스페인 교향곡, 노르웨이 환상곡, 러시아 협주곡 등 특수한 이름을 가지고 있다.
랄로 자신이 훌륭한 바이올리니스트였지만, 그는 당시 유럽에 큰 명성을 떨치고 있었던 파블로 데 사라사테와 친구였다. 그는 그의 최초의 협주곡인 바이올린 협주곡 1번을 사라사테에게 헌정해 큰 성공을 거둠으로서 사라사테의 조국인 스페인(풍)의 가락과 리듬에 의하여 1874년 스페인 교향곡의 작곡에 착수, 다음해에 완성하여 사라사테에게 헌정했다. 1875년 2월 파리에서 사라사테에 의해 초연되었다.
스페인교향곡은 5악장으로 구성되어 있다. 3악장은 연주효과가 적으므로 19세기부터 20세기 전반까지 제3악장 '간주곡'을 생략하는 관습이 계속되었지만, 20세기 후반에 메뉴인이 전곡연주 및 전곡녹음에 착수한 후 현재는 생략없는 연주가 일반화되고 있다.

## 악기 편성
- 독주 바이올린
- 목관악기: 피콜로, 플루트2, 오보에2, 클라리넷2, 바순2
- 금관악기: 호른4, 트럼펫2, 트롬본3
- 타악기: 팀파니, 작은북, 트라이앵글
- 현악기: 하프, 현악 5부

## 해석

### 제 1악장
Allegro non troppo, 1악장은 스트링과,바순,호른 팀파니의 유니즌 으로연주되는 힘찬 동기를 가진다. 그 뒤 솔로바이올린이 동기의 가락을 이어받아 연주한다. 그 뒤 튜티가 처음의 동기를 고조시키며 연주한다. 이후 독주의 짧고 화려한 아르페지오의를 거친후, 제1주제로 들어가게 된다. 제 1주제는 스페인적인 셋잇단음표로 서정적인 아름다운가락이 연주된다. 그 뒤 짧은 관현악의 튜티에 의해 전개부 로 들어가게된다. 스페인교향곡 1악장의 전개부는 통속적인 다른곡 과는 다르게 어두운 가락을 연주한다. 그 뒤 처음동기가 되돌아오면 관현악이 1주제를 연주하는동안 솔로바이올린은 그것을 아름답게 꾸미고, 셋잇단음표의 아름다운 전개가 이어진다. 독주가 또다시 처음부분의 아르페지오를 연주하면 재현부에 들어가고, 독주는 쉬지 않고 1주제, 2주제를 연주하며 코다에 들어간다. 그 후 오케스트라의 포르티시모 로 1악장을 마친다.

### 제 2악장
Scherzando, 스페인의 민속춤곡인 볼레로 의 형식을띄고있으며, 솔로바이올린은 오케스트라의 동기에 태워져서 싱코페이션이 많은 가락을 연주한다. 점차 이 가락은 화려한 셋잇단음표 로 변하게 되는데 그 뒤 전개부로 들어간다. 전개부에서는 poco piu lento를 거쳐 많은 리듬의 변화를 거친후, 처음의 동기로 돌아와서 끝을 맺게 된다.

### 제 3악장
Intermezzo, 특정한 리듬의 전주에 의해 길고힘찬 오케스트라의 튜티가 있다. 솔로바이올린이 등장하면 힘찬 스페인적인 리듬과,선율을 연주하게 된다. 전개부에서는 그 후 2/4박자에서 6/8박자로 변하고 중간부로 들어가게 된다. 이곳부터는 독주바이올린의 기교적이고 즉흥적인 선율이 나오는데 점차 이것은 축소되어 결국에는 처음의 주제를 연주하며 튜티와 솔로의 엇박리듬을 거쳐 포르티시모에 의해 끝을 맺게 된다.

### 제 4악장
Andante, 이 악장은 자주 독립되어 연주될정도로 널리 연주되는 악장이다. 처음에 무거운 오케스트라의 튜티가 있으며, 이후 솔로바이올린이 동기의 가락을 연주하게 된다. 제시부에서는 감미롭고 힘찬 바이올린의 선율을 느낄수있으며 이 가락은 차이콥스키 의 바이올린협주곡의 2악장인 칸초네타 악장과 비교할 수 있을것이다. 전개부에 들어와서 짧은 오케스트라의튜티에 들어간 뒤 솔로바이올린은 새로운 가락으로 들어간다 솔로 바이올린의 가락은 아주 감미롭고, 전개부에 비해서 밝은 음색을낸다 이 부분이 고조되어 카덴챠(cadenza)가 들어오게 된다. 솔로바이올린이 트릴로 카덴챠를 마무리하면 힘찬 오케스트라튜티다 뒷바침해주며 그 뒤 조용하게 마친다.

### 제 5악장
Rondo, 5악장은 오보에,피콜로,플릇,바순의 동기로 시작되어, 스트링(현악) 파트가 들어오면서 더욱 고조된다. 데크레센도가 되면서 바이올린의 발랄한 선율이 흘러나오게된다. 이주제는 반복되다가, 전개부로 들어오면 가장조 로 조바꿈을 하고, 짧고 화려한 오케스트라의 솔로바이올린의 장식적인 셋잇단음표와 두잇단음표가 섞인 정열적인 칸토풍의 제 2주제로 들어간다. 그 뒤, 박자의 교체 자주가이어지고 긴 F음의 꾸밈음이 론도주제를 되돌아오게한다. 이와 같이 재현부로 들어가 힘차게 돌진하며, 코다로들어가서 독주바이올린의 트릴로 끝을 맺는다.

## 참고자료
주식회사 태림출판사, 세계명곡스코어 TR22 Lalo 'Symphonie Espagnole'